# Wratislaw von Mitrowitz

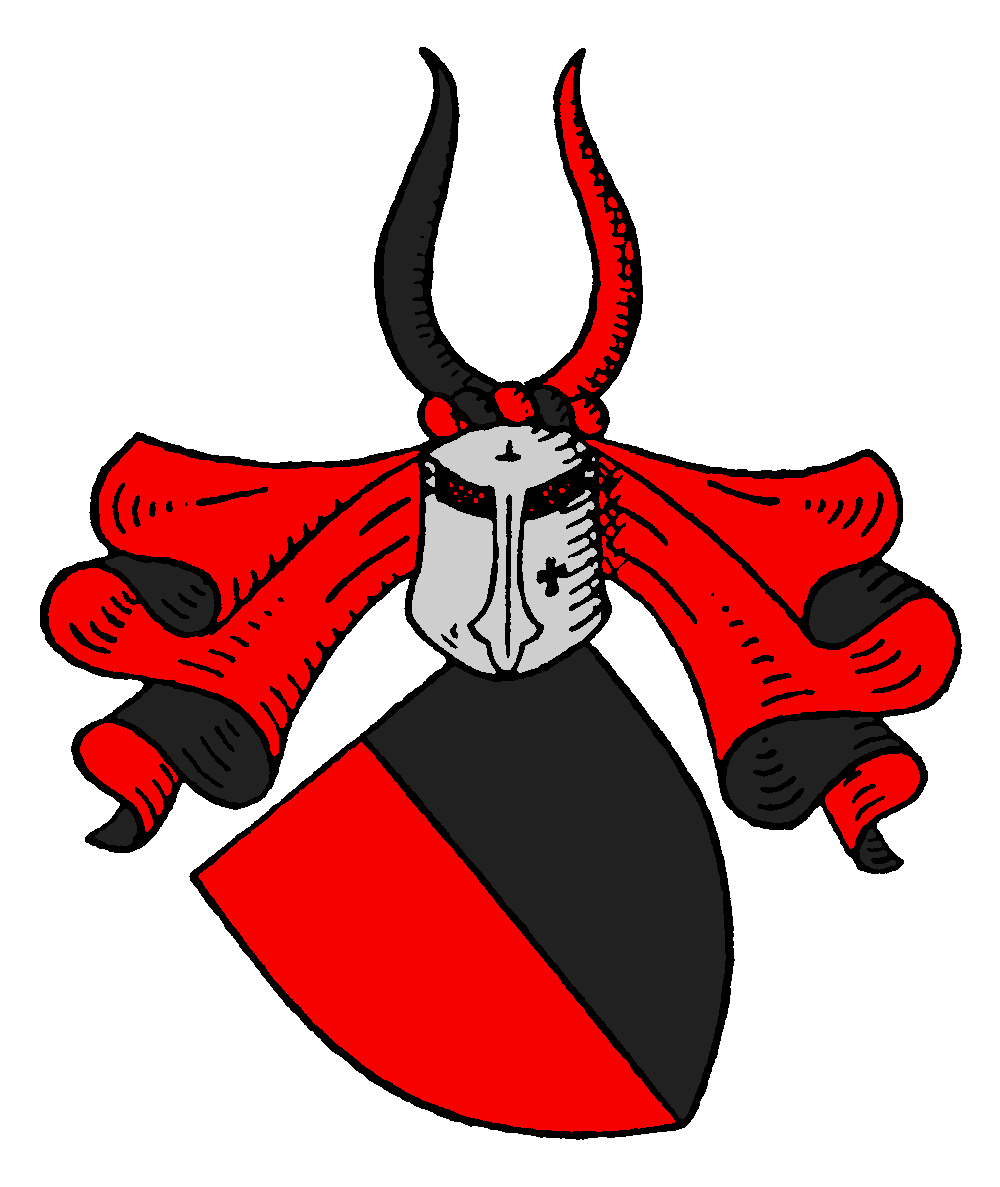
Stammwappen der Wratislaw von Mitrowitz

Wratislaw von Mitrowitz (tschechisch Vratislavové z Mitrovic), auch Wratislaw-Netolitzky von Mitrowitz (Wratislaw-Netolický z Mitrowic und Wratislaw von Mitrowitz und Schönfeld) ist der Name eines Uradelgeschlechts der Länder der Böhmischen Krone.

## Geschichte
Nach dem Genealogischen Handbuch des Adels führt das Geschlecht seinen Namen vermutlich von Mitrowitz bei Sedletz, wo Przibiko de Mitrowicz am 17. März 1406 urkundlich als Patron der Kirche in Střesmiř auftritt.
Nach einer bereits im 16. Jahrhundert nachweisbaren Familientradition leitet das Geschlecht seine Herkunft von König Vratislav II. von Böhmen ab und erscheint erstmals mit Wratislaw von Mitrowitz auf Skrzipel (Skripel) von etwa 1448 an Vladyke auf Mitrowitz, Vice-Landrichter im Königreich Böhmen und Burggraf des Prager Schlosses, verstorben 1464.
Der Vorname „Wratislaw“ wurde von dessen Sohn Johann der Ältere, auf Skrzipel (Skripel), verstorben 1503, und dessen gleichnamigen Enkel Johann dem Jüngern, auf Mnischek (1503 aus dem Lehensbande entlassen), verstorben am 14. Februar 1520, als Familienname weitergeführt. Dessen Sohn Wenzel († 1554) ist durch seine Söhne Sebastian († 1586) und Stephan († 1577) Stammvater der beiden Häuser: Wratislaw von Mitrowitz und Wratislaw von Mitrowitz und Schönfeld. Zdenko Vratislav, fiel in der Schlacht bei Dürnkrut und Jedenspeigen (auch Schlacht auf dem Marchfeld) am 26. August 1278. Mitte des 14. Jahrhunderts sind die Brüder Mutina Vratislav als Begleiter von Kaiser Karl IV. (HRR) auf seinem Romzug (1354) und Heinrich Vratislav als Großmeister des Ordens der Kreuzherren mit dem Roten Stern nachweisbar.
Stammsitz des Geschlechts war Mitrovice bei Sedletz, Bezirk Sedlschan in Mittelböhmen, das nach der Gründung von Nové Mitrovice als Staré Mitrovice bezeichnet wurde. Im 16. und zu Beginn des 17. Jahrhunderts als weit verbreitetes Adelsgeschlecht nachweisbar, erwarben die Wratislaw von Mitrowitz umfangreichen Grundbesitz, der vor allem in West- und Südböhmen lag. Dazu gehörten im Laufe der Jahrhunderte die Güter Jince, Schloss Vrchotovy Janovice, Koloděje nad Lužnicí und Schloss Lnáře sowie die Burg Zvířetice. Sie wurden zu einem einflussreichen Adelshaus, das mehrere Bischöfe, Militärs und hohe Hofbeamte hervorbrachte.

## Standeserhöhungen
- Böhmischer alter Herr, Laxenburg 25. Mai 1657 für Dionys Franz Ritter Wratislaw von Mitrowitz (Böhmische Landtafel Saalbücher Bd. LXVII, S. 28 v.- 38)
- Reichsgraf, Wien 12. März 1701 für Johann Anton Freiherr Wratislaw von Mitrowitz, Oberst-Erbland-Küchenmeister im Königreich Böhmen seit 1725 bzw. 1733

## Wappen
Das Stammwappen ist von Rot und Schwarz gespalten. Auf dem Helm mit schwarz-roten Decken zwei Büffelhörner, rechts schwarz und links rot.

## Stammfolge des erloschenen älteren Hauses
1. Sebastian Ritter Wratislaw von Mitrowitz auf Ewasow († 1586), ein Sohn des Wenzel Rr. W.v.M. auf Ewasow und Stopczicz († 3. Februar 1554; ⚭ Barbara Wambersky von Rohatecz), und Enkel des Johann des Jüngeren Ritter Wratislaw von Mitrowitz (+ 14. Februar 1520), auf Munissek und Skrzipel, (zu ihm siehe oben in der geschichtlichen Einleitung); verehelicht mit Anna Alena, Tochter des Georg Freiherr Bechinie von Lazan und der Anna Hodiegowsky von Hodiegowa. Deren Sohn:
  1. Nikolaus Ritter Wratislaw von Mitrowitz auf Chlumczan († 1628); ⚭ Elisabeth, Tochter des Heinrich d. Ält. Zakawcez z Zakawy, auf Srbitz, Kreishauptmann des Pilsner Kreises; ⚭ mit Anna Czernin von Chudenitz, u. a. auf Wrabicz; deren Sohn aus erster Ehe:
    1. Dionys Franz Freiherr Wratislaw von Mitrowitz, auf Mireschau und Chlumczan († 1677), Kgl. spanischer Rittmeister, dann Kreishauptmann des Pilsner Kreises; ⚭ vor 1650 Maria Magdalena Borinie von Lhota († 1661); deren Sohn:
      1. Adam Franz Graf Wratislaw von Mitrowitz (+ 9. März 1694); ⚭ 7. Mai 1679 Maria Katharina von Kageneck (+ 1. April 1692); deren Sohn:
        1. Johann Anton Graf Wratislaw von Mitrowitz (* 22. Januar 1686 + 2. Mai 1732), auf Mireschau und Lochowitz; ⚭ Alt-Bunzlau (Stara Boleslav) 29. Juli 1715 Maria Susanna Talazko, verwitwete Gräfin von Spork (* 16. Juli 1695 + 5. Oktober 1779); deren Sohn:
          1. Vinzenz Ignaz Franz Graf Wratislaw von Mitrowitz (* 13. Januar 1724 + 8. Oktober 1794), auf Lochowitz, Litten und Bezdiedicz, und nach dem Erlöschen des jüngeren gräfliches Hauses Wratislaw von Mitrowitz durch gerichtlichen Entscheid Besitzer des Fideikommisses Dirna und Ginetz mit Zalssy, Obersterbland-Küchenmeister im Königreich Böhmen, K.K.Geheimrat, zuerst Kreiskommissär in Tabor, dann Vizepräsident des K.K. Appellationsgericht in Galizien ⚭ Prag (Malteser-Pfarrei St. Maria in den Ketten) 14. März 1794 Philippine Gräfin Kolowrat-Nowohradsky (* Praha 21. Mai 1723 + Praha 3. Februar 1800); deren Sohn:
            1. Franz de Paula Adam (II.) Graf Wratislaw von Mitrowitz auf Dirna, Ginetz und Zalssy (im Budweiser Kreis), Oberst-Erbland-Küchenmeister im Königreich Böhmen, (* wahrscheinlich in Dirna oder Jinec 21. oder 27. Februar 1759 (getauft in Prag, Pfarrei St. Ägyd, 25. September 1759; † Stahletz (jetzt Stadlce) 23. Februar 1812 (1815 ?), zu Grabe gelegt in Dirna); ⚭ Jinec 19. September 1790 Anna Maria Wagner (* 16. Februar 1771); † 27. Juni 1812 (1813 ?), Tochter des Daniel Wagner, Gutsbesitzer im Klattauer Kreis und der Rosalia Fischer; deren Kinder sind:
              1. Philippine (* Dirna 28. August 1791; † 12. Oktober 1865); ⚭ um 1814 Anton Fröhlich, Herr des Lehensgutes Chollin im Budweiser Kreis, K.k. Hauptmann und Feldkriegsregistrator beim Artillerie-Zeugamt in Wien, verstorben in Chollin am 21. März 1837
              2. Gustav (* 1794; † Prag 22. Dezember 1857) Fideikommissherr, Oberst-Erbland-Küchenmeister im Königreich Böhmen, K.k. Kämmerer; ⚭ 18. November 1819 Josephine Gräfin von Klebelsberg, Freiin zu Thumberg. (Nachkommen siehe Gothaisches Genealogisches Taschenbuch der gräflichen Häuser, Jahrgang 1827, 1938 unter: Wratislaw von Mitrowitz und Schönfeld); vgl. auch: Serainchamps 
              3. Franz Xaver Wenzel (* Dirna 1. Oktober 1801; † Prag 11. November 1873), Offizial beim K.k. Oberlandesgericht in Prag; verehelicht 1848 mit Maria von Zabrodsky (* 1823) s.p.

## Persönlichkeiten
- Eugen Wratislaw von Mitrowitz (1786–1867), österreichischer General
- Johann Adam Wratislaw von Mitrowitz (1677–1733), Erzbischof von Prag
- Johann Joseph Wratislaw von Mitrowitz (1694–1753), Bischof von Königgrätz
- Johann Wenzel Wratislaw von Mitrowitz (ca. 1670–1712), böhmischer Kanzler